# Старі Камишли
Старі Камишли́ (рос. Старые Камышлы, башк. Иҫке Ҡамышлы) — село у складі Кушнаренковського району Башкортостану, Росія. Адміністративний центр Старокамишлинської сільської ради.
Населення — 701 особа (2010; 752 у 2002).
Національний склад:
- татари — 58 %
- башкири — 40 %